# Den vidunderlige Haarelexir
Den vidunderlige Haarelexir er en dansk stum komediefilm fra 1910 produceret af Nordisk Films Kompagni. Filmens instruktør er ukendt. 
Filmen havde dansk biografpremiere den 1. februar 1910 i Royal-Biografen. Filmen blev i engelsktalende lande distribueret som The Marvellous Oure og i tysktalende lande som Das Wunderbare Haarelexir.

## Handling
En mand er ked af, at han er skaldet, og han ser en annonce i en avis om en eleksir, der kan bringe ham håret tilbage. Eleksiren virker, og nu er mandens problem at komme af med alt det hår.

## Medvirkende
- Petrine Sonne